# (703) Noëmi
(703) Noëmi es un asteroide perteneciente al cinturón de asteroides descubierto el 3 de octubre de 1910 por Johann Palisa desde el observatorio de Viena, Austria.
Está nombrado en honor de Valentine Noëmi von Rothschild.

## Características orbitales
Noëmi forma parte de la familia asteroidal de Flora.